# Crisidoïdeus
Els crisidoïdeus (Chrysidoidea) són una superfamília d'himenòpters apòcrits, la més primitiva. És un grup cosmopolita molt gran, amb més de 6.000 espècies descrites i encara moltes sense descriure. Els exemplars de la majoria de les espècies són petits, de 7 mm o menys, mai excedeixen els 15 mm.
Tradicionalment es considera que aquesta superfamília és el tàxon basal d'Aculeata, el grup d'Hymenoptera amb agulló usat per injectar verí.

## Història natural
Són vespes paràsits o parasitoides, també anomenades cleptoparàsites. Generalment dipositen els seus ous en els nius d'abelles o altres insectes i les seves larves s'alimenten de les larves de l'abella i de l'aliment emmagatzemat. La majoria són ectoparàsits però els membres de les famílies Dryinidae i Embolemidae en són l'excepció, sent endoparàsits.

## Taxonomia
Hi ha tres famílies grans (Bethylidae, Chrysididae i Dryinidae) i quatre molt petites i poc comunes, a més de dues famílies extintes:
- Família Bethylidae Haliday, 1839 (2.340 espècies)
- Família Chrysididae Latreille, 1802 (2.500 espècies)
- Família Dryinidae Haliday, 1833 (41 (1.605 espècies)
- Família Embolemidae Förster, 1856 (39 espècies)
- Família Plumariidae Bischoff, 1914 (22 espècies)
- Família Sclerogibbidae Ashmead, 1902 (20 espècies)
- Família Scolebythidae Evans, 1963 (6 espècies)
- Família Falsiformicidae† Rasnitsyn, 1975 (1 espècie)
- Família Plumalexiidae† Brothers, 2011 (1 espècie)